# Loreto (Isole Dinagat)
Loreto è una municipalità di quarta classe delle Filippine, situata nella provincia di Isole Dinagat, nella regione di Caraga.
Loreto è formata da 10 barangay:
- Carmen (Pob.)
- Esperanza
- Ferdinand
- Helene
- Liberty
- Magsaysay
- Panamaon
- San Juan (Pob.)
- Santa Cruz (Pob.)
- Santiago (Pob.)